# Peter Ebert (Regisseur)

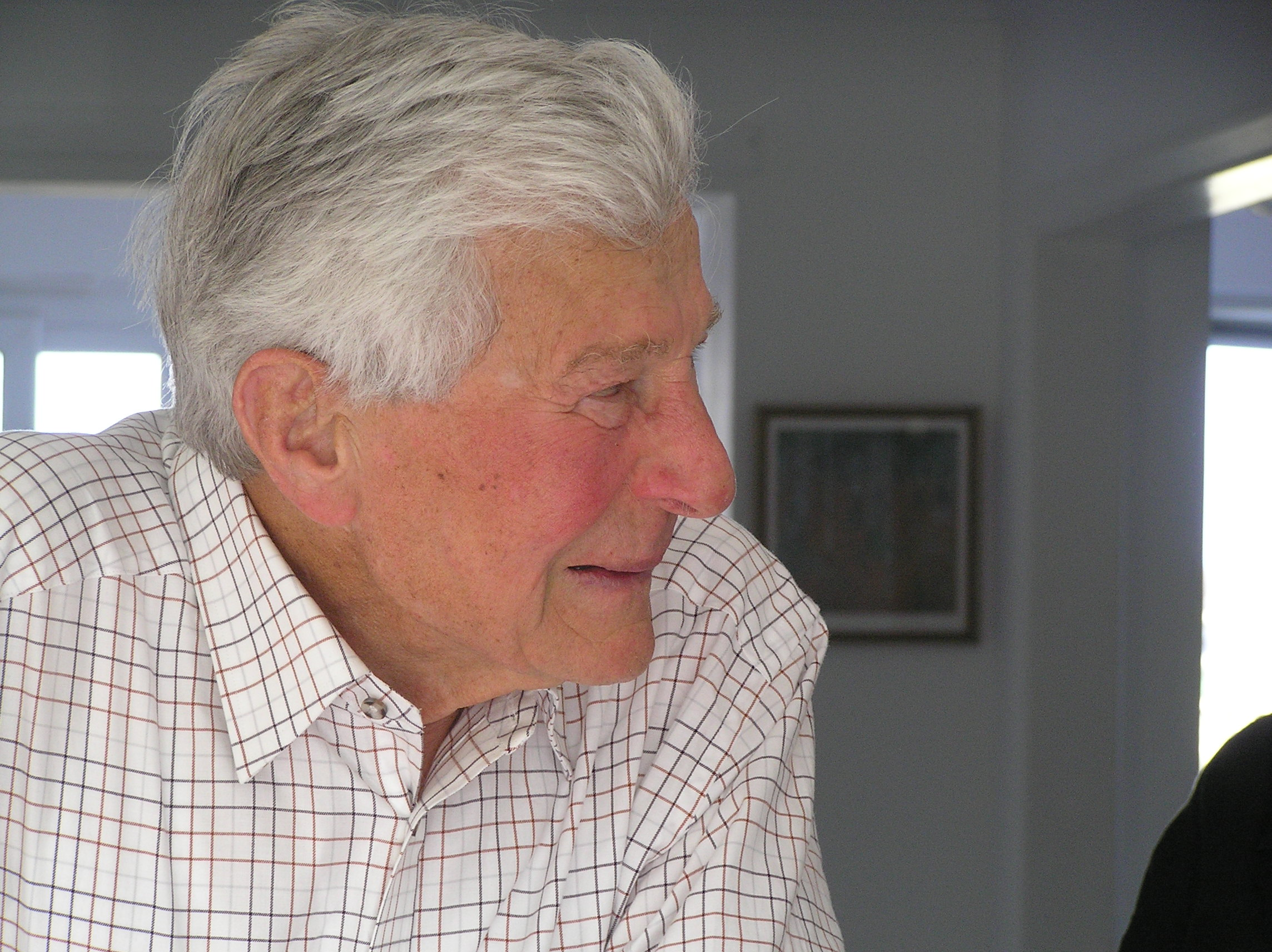
Peter Ebert 2007

Peter Ebert (* 6. April 1918 in Frankfurt am Main; † 25. Dezember 2012) war ein deutsch-britischer Opernregisseur und Theaterintendant.

## Leben
Peter Ebert war ein Sohn des Schauspielers Carl Ebert aus dessen zweiter Ehe mit Gertrud Eck, er hatte eine Schwester und zwei Halbgeschwister. Die Familie floh nach der Machtübergabe an die Nationalsozialisten 1933 aus dem Deutschen Reich. Ebert wurde in  England nach seinem Studium Produzent bei der BBC und machte sich anschließend in Großbritannien und international einen Namen als Opernregisseur. 1960 ging er als Intendant nach Deutschland an die Düsseldorfer Oper, wo er bis 1964 blieb. Von 1968 war er in selber Funktion am Theater Augsburg, von 1973/1974 am Theater Bielefeld und von 1975 bis 1978 am Staatstheater Wiesbaden. Dort wurde er nach den Angaben des Magazins Der Spiegel von der regierenden CDU „weggeekelt“, nachdem er in einem provokativen Stück den Radikalenerlass problematisiert hatte.
Ebert ging wieder nach England. Dort wurde er 1979 Direktor der Schottischen Nationaloper in Glasgow.
Als Intendant inszenierte er sowohl Schauspiele als auch Opern. Seine letzte Inszenierung war 1998 Verdis Falstaff in Hannover.
Sein Neffe Alex Ebert ist Kopf der US-amerikanischen Band Edward Sharpe and the Magnetic Zeros.